# Entrada do Exército Libertador
Entrada do Exército Libertador é o título da pintura do artista brasileiro Prisciliano Silva, relembrando o momento final das lutas pela Independência do Brasil na Bahia, com a entrada das tropas brasileiras na cidade de Salvador em 2 de julho de 1823. 

## Histórico
A obra, realizada em 1930, é a maior do artista baiano Prisciliano Silva. Os desenhos de estudo, preservados, encontram-se no Museu Carlos Costa Pinto, também na capital da Bahia.
Foi executado por encomenda do então prefeito de Salvador, Francisco de Souza.

## Presciliano Silva
Nascido em 17 de maio de 1883, em  Salvador, Presciliano foi um  pintor e escultor. Foi fortemente influenciado pelo impressionismo e pelo pontilhismo. Pintou retratos de personalidades importantes, mas ficou bastante conhecido pelas  pinturas de temática religiosa. A tela histórica que retrata da Independência da Bahia foi pintada com base na litografia de Bento Capinam. Seu processo de criação contou com vários estudos feitos a carvão pelo pintor, que pertencem à Coleção do Museu Carlos Costa Pinto.

## Descrição

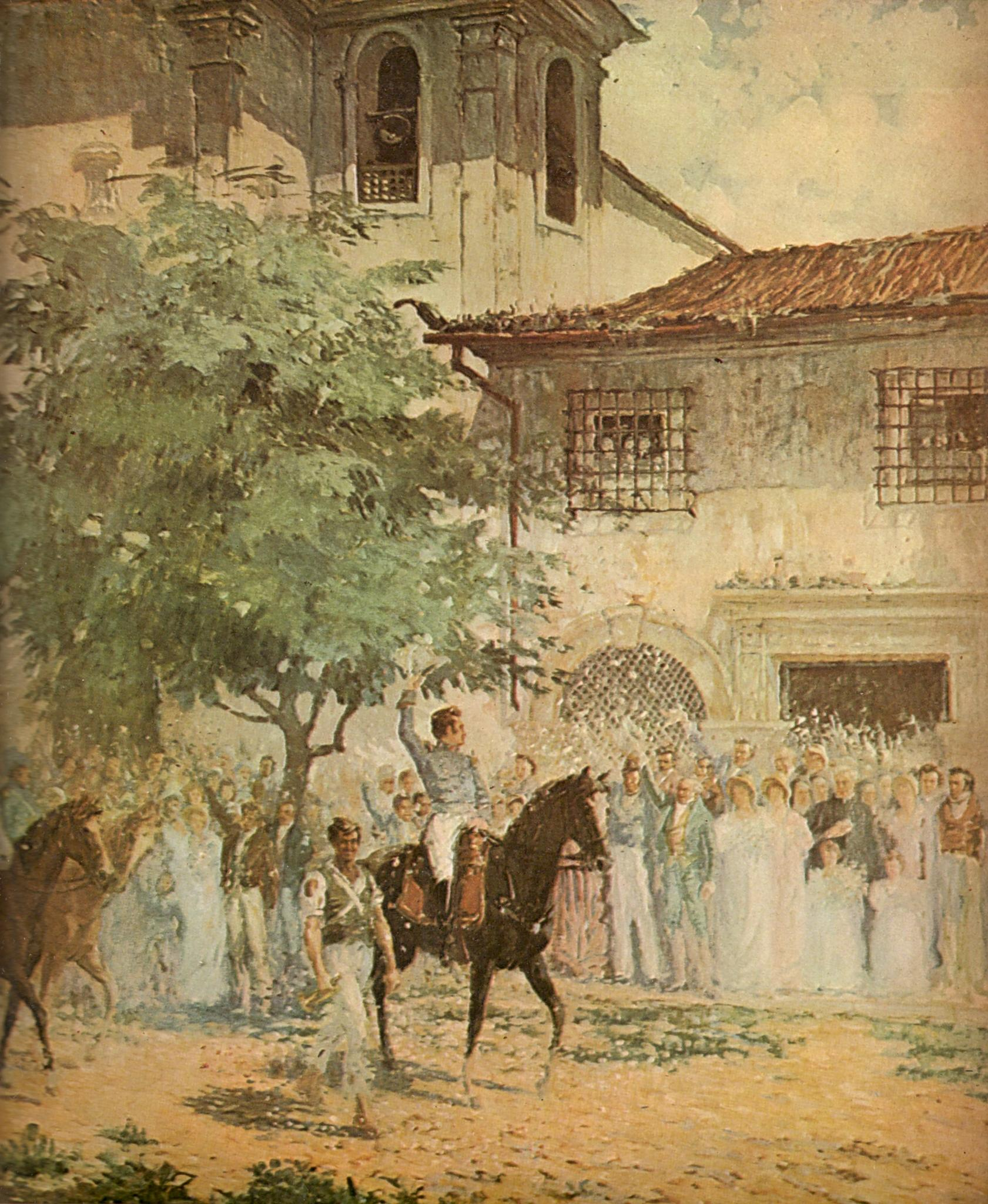
Detalhe da pintura, destaque para o general Lima e Silva, a cavalo, acompanhado do corneteiro Lopes.

A pintura mostra a tropa do Exército Pacificador, liderada pelo general Lima e Silva, entrando por um arco repleto de folhagens, tendo no topo uma faixa com a inscrição: "2 de Julho de 1823". Em frente ao Convento da Soledade, observam-se figuras ligadas ao clero e a burguesias, que podem ser identificadas pelas suas vestimentas. Homens e mulheres são representados trajando à moda do Império. As figuras femininas usavam tecidos leves e as masculinas coletes curtos e calções justos colocados por dentro das botas de montaria. O vestuário em cores claras e tons pastéis era símbolo de status social. 
Ao longe da fachada, expectadores de classe popular, quase confundindo-se com o batalhão. A tela do pintor soteropolitano mostra a euforia dos expectadores ao receberem o vitorioso exército.

A obra foi inaugurada em uma cerimônia solene realizada em 2 de Julho de 1930, às 15 horas, no Salão Nobre da Prefeitura de Salvador, que na época se localizava no Paço Municipal da cidade.